# Ḏ
Das Ḏ (kleingeschrieben ḏ) ist ein Buchstabe des lateinischen Schriftsystems. Er besteht aus einem D mit Unterstrichakzent.
Das Zeichen wird in der Transliteration verschiedener semitischer Sprachen verwendet. Dort stellt das Zeichen je nach Transliterationssystem einen stimmhaften dentalen Frikativ /⁠ð⁠/ (dies entspricht beispielsweise dem arabischen ﺫ; so etwa in DIN 31635, ISO 233) oder einen emphatischen (pharyngalisierten) stimmhaften alveolaren Plosiv /⁠dˁ⁠/ (dies entspricht beispielsweise dem arabischen ض; so etwa in der Umschrift des Royal Jordanian Geographic Centre) dar.

## Darstellung auf dem Computer
Unicode kodiert das Ḏ an den Codepunkten U+1E0E (Großbuchstabe) und U+1E0F (Kleinbuchstabe).
In TeX kann man das Ḏ mit den Befehlen \b D und \b d bilden.